# Power and the Passion (album)
Albums de Eloy
Floating
(1974) Dawn
(1976)
Power and the Passion est le quatrième album studio du groupe de rock progressif allemand, Eloy. Il est sorti pendant l'automne 1975 et a été produit par le groupe et Jay Patridge.

## Historique
Cet album fut enregistré à Cologne lors de l'été 1975 et sortira sur la branche allemande du label EMI, EMI-Electrola. Il fut entièrement composé par le groupe avec l'aide de Gordon Bennit pour les paroles. Il est l'unique album du groupe avec Detlef "Pitter" Schwaar, un guitariste originaire de Hanovre, qui avait intégré le groupe principalement pour soutenir Frank Bornemann lors des concerts mais qui finalement participa aussi à l'enregistrement de cet album.
C'est un concept album qui raconte le voyage d'un jeune homme de 1975 qui, après avoir absorbé une drogue expérimentale créée par son père, fait un voyage dans le temps et se retrouve à Paris en 1358. Il y rencontrera Jeanne une jeune femme de son âge et y vivra une mutinerie, l'emprisonnement, avant d'être renvoyé chez lui par un magicien.
Cet album annonce la direction musicale que prendra le groupe dès l'album suivant.

## Liste des titres
Toutes les musiques et arrangements sont de Eloy, les paroles sont de Frank Bornemann et Gordon Bennit.

### Face A
1. Introduction - 1:10
2. Journey Into 1358 - 2:56
3. Love Over Six Centuries - 10:05
4. Mutiny - 9:07

### Face B
1. Imprisonnent - 3:12
2. Daylight - 2:38
3. Thoughts of Home - 1:04
4. The Zany Magician - 2:48
5. Back Into the Present - 3:07
6. The Bells of Notre Dame - 6:26

### Bonus tracks (Réédition 2001)
1. The Bells of Notre Dame (1999 remix) - 6:34

## Musiciens
- Frank Bornemann: chant, guitares.
- Manfred Wieczorke: orgue, piano, mellotron, Moog synthésizeur.
- Fritz Randow: batterie, percussions.
- Luitjen Janssen: basse.
- Detlef Schwaar: guitares.

Avec
- Mary Davies-Smith: voix féminine sur Love Over Six Centuri.